# Jazz-Rap
Der Jazz-Rap ist eine Crossover-Variante des Hip-Hop, bei dem Hip-Hop-Songs mit Jazz-Elementen verbunden werden. Als Musikrichtung entstand diese Variante in den späten 1980er und frühen 1990er Jahren, wurde international jedoch kommerziell mit Ausnahme weniger Alben nicht erfolgreich. Die bekannteste deutschsprachige Band aus diesem Genre ist die Jazzkantine aus Braunschweig.

## Geschichte des Jazz-Rap
Die Geschichte des Jazz-Rap begann um 1988 mit den Singles Words I Manifest der Band Gang Starr mit Samples von Charlie Parker sowie Talkin’ All That Jazz von Stetsasonic mit Elementen von Lonnie Liston Smith. Das 1989 Album No More Mr. Nice Guy von Gang Starr sowie ihre Mitarbeit am Soundtrack zu des Films Mo’ Better Blues und das Album Straight Out the Jungle von den Jungle Brothers (1988) brachten weitere Erfolge für den Jazz-Rap. Beeinflusst durch die Jungle Brothers erschienen aus der Native Tongues Posse das Debüt von De La Soul 3 Feet High and Rising (1989) und A Tribe Called Quest People’s Instinctive Travels and the Paths of Rhythm (1990).
Das folgende Album von A Tribe Called Quest The Low End Theory (1991) enthielt nur einige wenige Jazzelemente von Ron Carter, wurde jedoch von der Presse und den Fans so gut bewertet, dass es als eines der wichtigsten und einflussreichsten Alben des Jahrzehnts gilt. Obwohl die Fusion von Jazz und Hip-Hop kommerziell wenig erfolgreich war, erschien das letzte Album der Jazzlegende Miles Davis Doo Bop (1992, postum) als Jazz-Rap-Album gemeinsam mit dem Produzenten Easy Mo Bee. Auch Herbie Hancock veröffentlichte im gleichen Jahr mit Dis Is Da Drum (1992) ein Album aus Jazz mit Hip-Hop-Elementen. Eine weitere wichtige Gruppe sind die Digable Planets mit ihren beiden Alben Reachin’ (A New Refutation of Time and Space) (1993) und Blowout Comb (1994).
1993 erschien mit Jazzmatazz, Vol. 1 des Rappers Guru eines der erfolgreichsten und zugleich kritischsten Alben des Jazz-Rap. Für die Produktion wurde eine Jazzband live eingespielt und nicht wie bisher üblich durch Samples eingemixt. Etwa zeitgleich erreichte der Jazz-Rap mit dem erfolgreichen Album Hand on the Torch (1993) und dem darin enthaltenen Cantaloop von Us3 auch Europa. Inspiriert durch Jazzmatazz gründeten die Jazzmusiker Ole Sander, Matthias Lanzer und Christian Eitner 1993 die Band Jazzkantine, die gemeinsam mit unterschiedlichen Künstlern wie Smudo, Cappuccino, Götz Alsmann und Such a Surge erfolgreich zusammenarbeiteten.

## Bekannte Künstler und Alben
- Aceyalone: Love & Hate
- Bahamadia: Kollage
- Bop City: Hip Strut
- Buckshot Lefonque: Music: Evolution, Buckshot Lefonque
- Miles Davis: Doo Bop
- Digable Planets: Reachin’: A New Refutation Of Time & Space, Blowout Comb
- Dream Warriors: And Now the Legacy Begins
- DJ Jazzy Jeff: The Magnificent
- Freestyle Fellowship: To Whom It May Concern, Inner City Griots
- Gang Starr: No More Mr. Nice Guy, Daily Operation
- Guru: Jazzmatazz (Vols. 1–4)
- Herbie Hancock: Dis Is Da Drum
- Injury Reserve: Injury Reserve
- Jazzkantine: Jazzkantine
- Jungle Brothers: Straight Out The Jungle, Done By The Forces Of Nature
- Soweto Kinch: Conversations With The Unseen
- Ozomatli: Ozomatli
- Pete Rock & CL Smooth: Mecca & The Soul Brother, The Main Ingredient
- Greg Osby: 3-D Lifestyles
- The Pharcyde: Bizarre Ride II The Pharcyde
- The Roots: Organix, Do You Want More?!!!??!
- Time Machine: TM Radio
- Spearhead: Home
- Stetsasonic: On Fire, In Full Gear
- A Tribe Called Quest: People’s Instinctive Travels and the Paths of Rhythm, Low End Theory, Midnight Marauders
- Us3: Hand on the Torch
- Jazz B. Latin: Street Gamins
- Nujabes: Modal Soul, Departure